# Zwierciadło saskie

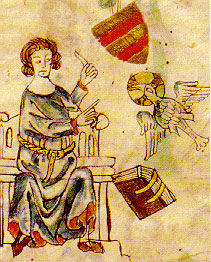
Eike von Repkow autor Zwierciadła saskiego

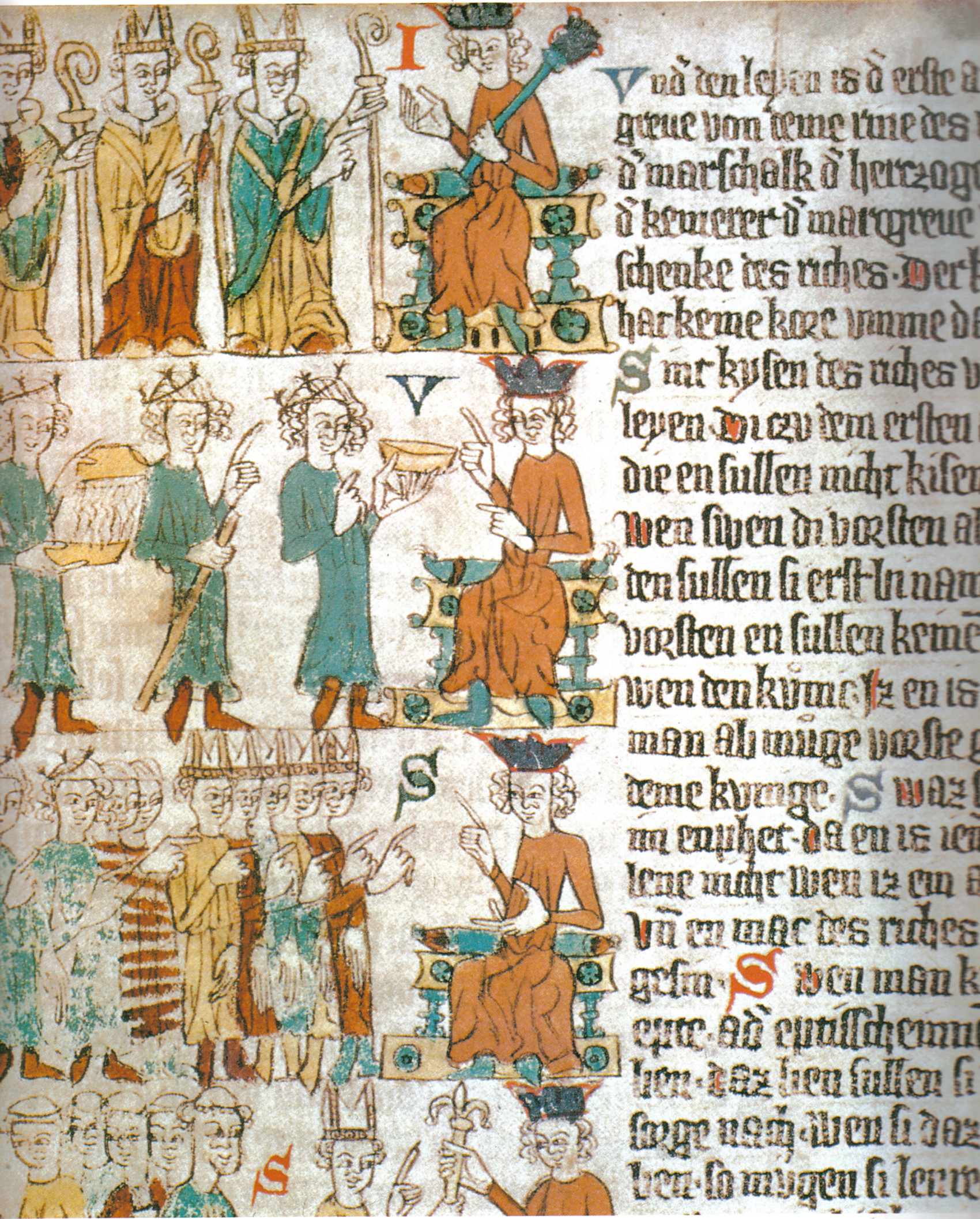
Saschenspegel, ok. 1300 Wybór króla. U góry: trzej elektorzy duchowni podczas wyboru wskazują na króla. Środek: palatyn reński jako stolnik Rzeszy przekazuje złotą misę, za nim książę saski z berłem marszałka i margrabia brandenburski jako komornik Rzeszy trzyma misę z gorącą wodą. Na dole: nowy król przed panami Rzeszy

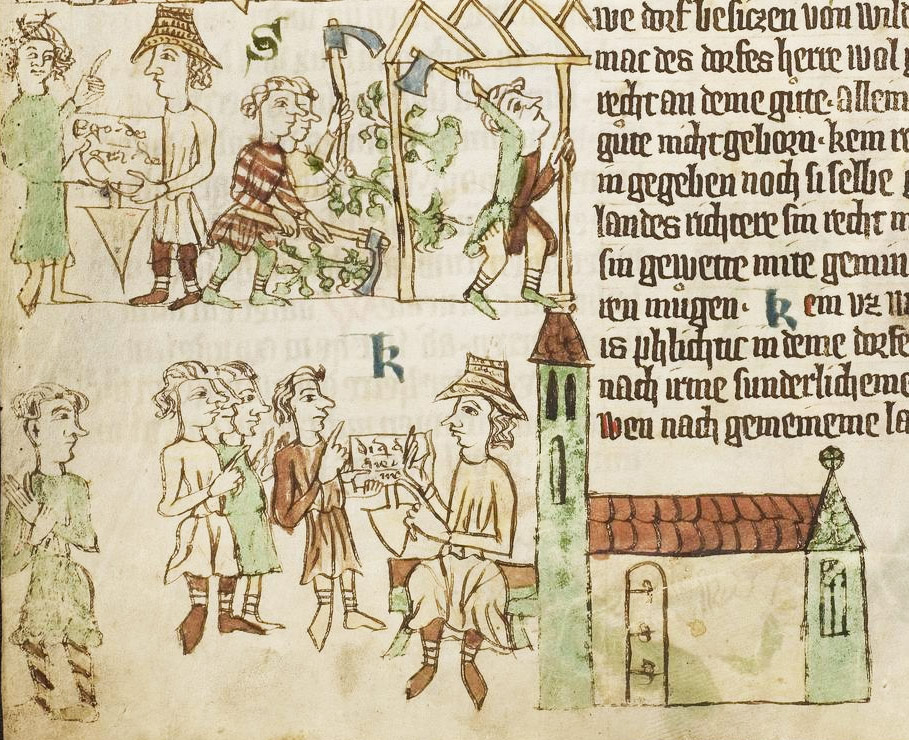
Scena założenie wsi na podstawie Zwierciadła saskiego (lokatora/zasadźcę przedstawia postać mężczyzny z czapką na głowie), rok 1300.

Zwierciadło saskie (niem. Sachsenspiegel, dolnoniemiecki Sassenspegel) – spis prawa zwyczajowego z terenu Saksonii (między Wezerą a Łabą).

## Powstanie i zawartość
Powstało w latach 1220–1235. Autorem był ławnik sądowy Eike von Repkow, który podjął się spisania dzieła prawdopodobnie na polecenie szlachcica von Falkenstein. Twórca miał dobrą znajomość prawa miejscowego, nie posiadał jednak głębszego wykształcenia prawniczego (w szczególności nie znał prawa rzymskiego). Spowodowało to, że spis odbiega poziomem od innych mu współczesnych, ukazuje jednak przez to autentyczne prawo lokalne bez obcych naleciałości. Praca ta napisana została najpierw po łacinie (pierwotny tekst łaciński zachował się tylko we fragmentach), a następnie (za sprawą tego samego autora) powstała jej wersja niemiecka. Zwierciadło saskie składa się z dwóch części:
- w pierwszej znajdują się regulacje prawa ziemskiego (Landrecht). Obejmowała sprawy ustrojowe, jak również prawo sądowe (prywatne, karne, procesowe) omówiono skrupulatnie. Uwzględnione są tu również (poza prawem zwyczajowym) ustawy Świętego Cesarstwa Rzymskiego i przepisy prawa kanonicznego.
- druga zawiera przepisy odnoszące się do prawa lennego (Lehnrecht) – określające relacje między suzerenem a wasalem.

Repkow opowiadał się w swym dziele za wyższością władzy cesarza nad władzą papieża (np. niedopuszczalność wyklęcia cesarza przez papieża poza trzema wypadkami: zburzenia kościoła, odstępstwa od wiary, porzucenia prawowitej małżonki). Twierdził on również, że papież nie może stanowić praw sprzecznych z prawem ziemskim, lub prawem lennym. Spowodowało to potępienie przez Grzegorza XI w 1375 14 artykułów Zwierciadła (tzw. articuli reprobati), uznano je za heretyckie (w tym artykuł dopuszczający jako środek dowodowy ordalia). W znacznej liczbie późniejszych rękopisów artykuły te były pomijane.

## Znaczenie
Dzieło zyskało znaczny rozgłos (zwłaszcza jego część pierwsza); tłumaczono je na kilka języków, w tym i na polski. Było ono szeroko czytane i komentowane. Szybko zdobyło sobie autorytet i było stosowane w praktyce sądowej (choć powstało jako spis prywatny). Przyczyniło się do ujednolicania prawa na terenie Niemiec (i nie tylko). Wywarło wpływ na rozwój prawa w licznych krajach, m.in. w Niemczech, Czechach, czy na Węgrzech. Oddziaływało głównie na prawa miejskie i prawa wiejskie.

## Zwierciadło saskie w Polsce
Do Polski dotarły liczne kopie (w języku niemieckim) i tu dokonywano ich przekładu, początkowo na łacinę. Jako pierwszy Zwierciadło przetłumaczył Konrad z Opola (koniec XIII w., tzw. versio Vratislaviensis), a następnie pisarz miejski krakowski Konrad z Sandomierza (1359, tzw. versio Sandomiriensis). Zwierciadło rozpowszechniło się na ziemiach polskich i było używane w licznych miastach (zwłaszcza na prawie magdeburskim) obok Weichbildu saskiego. Jedna z wersji Zwierciadła została złożona przez Kazimierza Wielkiego w sądzie wyższym prawa niemieckiego na Zamku w Krakowie, przez co stało się ono tekstem oficjalnym. Teksty ich zostały po raz pierwszy wydrukowane w Polsce w Statucie Łaskiego (1506) w tłumaczeniu Konrada z Sandomierza. „Zwierciadło Saskie” stało się prawem obowiązującym w sądach miejskich i wiejskich 2 października 1535 na podstawie rozporządzenia Zygmunta Starego. Tekstem oficjalnym był przekład pierwszej części Zwierciadła dokonany przez pisarza krakowskiego Mikołaja Jaskiera (Iuris provinicialis quod Speculum Saxonum vulgo nuncupatur libri tres). Zwierciadło zostało przetłumaczone na język polski (w układzie alfabetycznym i wydane drukiem) przez syndyka lwowskiego Pawła Szczerbicza w 1581 (Speculum Saxonum albo prawo saskie i magdeburskie porządkiem abecadła z łacińskiego i niemieckich exemplarzów zebrane). Przez cały okres swego pobytu na ziemiach polskich Zwierciadło saskie było komentowane i omawiane przez polskich prawników. Jednym z wybitniejszych był Bartłomiej Groicki, który opracował zagadnienia związane ze Zwierciadłem saskim m.in. w dziele Artykuły prawa majdeburskiego, które zowią się Speculum Saxonum.

## Wybrane regulacje
- Brak możliwości wykupienia się od kary śmierci w niektórych przypadkach.
- Mordercy, złodzieje, podpalacze byli łamani kołem.
- Za kradzież przedmiotu małej wartości przewidziana była kara na ciele i włosach z możliwością wykupienia.